# Imre Peterdi
Imre Peterdi (ungarisch Peterdi Imre; * 31. Mai 1980 in Dunaújváros) ist ein ehemaliger ungarischer Eishockeyspieler, der den Großteil seiner Karriere bei Dunaújvárosi Acélbikák in der Ungarischen Eishockeyliga unter Vertrag stand.

## Karriere
Imre Peterdi begann seine Karriere als Eishockeyspieler in der Jugend von Dunaferr SE Dunaújváros, für dessen Profimannschaft er von 1998 bis 2006 in der ungarischen Eishockeyliga aktiv war. In dieser Zeit gewann der Angreifer zwei Mal den nationalen Meistertitel und fünf Mal den nationalen Pokal mit seiner Mannschaft. Des Weiteren wurde der Rechtsschütze fünf Mal Vizemeister mit Dunaferr SE Dunaújváros. Für die Saison 2006/07 wechselte der Ungar schließlich zu deren Ligarivalen Újpesti TE, den er nach dieser Spielzeit bereits wieder verließ. 
Die Saison 2007/08 begann Peterdi bei Naprzód Janów, für das er in der polnischen Ekstraliga in 16 Spielen fünf Scorerpunkte, darunter zwei Tore, erzielte. Daraufhin kehrte er im Laufe der Spielzeit in seine ungarische Heimat zurück, wo er von seinem mittlerweile in Dunaújvárosi Acélbikák umbenannten Ex-Verein verpflichtet wurde, mit dem er in der Saison 2008/09 in der neu gegründeten MOL Liga teilnahm. Zur Saison 2009/10 schloss er sich Alba Volán Székesfehérvár an, für das er in der Österreichischen Eishockey-Liga in 43 Spielen drei Tore erzielte und vier Vorlagen gab. Trotz seines Stammplatzes verließ er die Mannschaft im Laufe der Spielzeit und wechselte zu den Budapest Stars aus der ungarischen Eishockeyliga.
Die Saison 2010/11 begann Peterdi bei Ferencvárosi TC, für das er parallel in der MOL Liga und der ungarischen Liga auflief, ehe er kurz vor Saisonende zu seinem Heimatverein Dunaújvárosi Acélbikák zurückkehrte, bei dem er die restliche Spielzeit in der ungarischen Liga verbrachte. In den folgenden fünf Jahren spielte er für seinen Klub in der MOL Liga. 2016 beendete er seine Karriere.

### International
Für Ungarn nahm Peterdi im Juniorenbereich an der U20-Junioren-B-Weltmeisterschaft 1999 sowie der U20-Junioren-C-Weltmeisterschaft 2000 teil. Im Seniorenbereich stand er im Aufgebot seines Landes bei den Weltmeisterschaften der Division I 2002, 2003, 2004, 2005, 2006, 2007, 2008 und 2010 sowie bei der Weltmeisterschaft der Top-Division 2009.

## Erfolge und Auszeichnungen
- Ungarischer Meister: 2000, 2002, 2013 und 2014 mit Dunaferr SE Dunaújváros
- Ungarischer Vizemeister: 1999, 2001, 2003, 2004, 2005 mit Dunaferr SE Dunaújváros
- Ungarischer Pokalsieger: 2000, 2001, 2002, 2003 und 2004 mit Dunaferr SE Dunaújváros
- 2013 Gewinn der MOL Liga mit Dunaújvárosi Acélbikák

### International
- 2008 Aufstieg in die Top-Division bei der Weltmeisterschaft der Division I

## Statistik
(Stand: Ende der Saison 2015/16)